# Sabine (fiume Stati Uniti d'America)
Il Sabine è un fiume di 893 km degli Stati Uniti d'America.
Nel suo corso inferiore costituisce parte del confine tra gli Stati del Texas e della Louisiana prima di gettarsi nel Golfo del Messico. Il fiume faceva parte della frontiera tra gli Stati Uniti e il Messico durante la prima metà del XIX secolo.
La parte superiore del fiume attraversa una regione di praterie nel nord-est del Texas. Lungo gran parte del suo corso inferiore scorre attraverso foreste di pini lungo la frontiera Texas-Louisiana, e bayou vicino alla costa del Golfo.
Circa 15 km a sud di Orange incontra il suo principale affluente, il fiume Neches, dando vita al lago Sabine, un bacino di 27 km di lunghezza e 11 km di larghezza. La città di Port Arthur è localizzata sulla sponda occidentale del lago.
Il bacino idrografico si estende su una superficie di 25.270 km², di cui 19.230 km² nel Texas e il resto in Louisiana. Il bacino è caratterizzato da abbondanti precipitazioni. Il nome Sabine (spagnolo: Río de Sabinas) deriva dalla parola spagnola per il cipresso, in riferimento alla presenza di tali alberi lungo le sponde del fiume.
Il fiume scorre attraverso un'importante regione petrolifera e, nelle vicinanze del Golfo del Messico, tra le aree più industrializzate del sud-est degli Stati Uniti.